# Augerville-la-Rivière
Augerville-la-Rivière è un comune francese di 233 abitanti situato nel dipartimento del Loiret nella regione del Centro-Valle della Loira.

## Storia
La tenuta e il castello di Augerville appartennero dapprima alla famiglia dell'illustre tesoriere di Carlo VII di Francia, Jacques Cœur, poi, con il matrimonio di sua nipote Marie, alla famiglia Luillier (o Lhuillier), di cui uno dei discendenti Jean, Prevosto dei mercanti di Parigi, consegnò le chiavi della città a Enrico IV nel 1594.
Alla fine del XVI secolo, la terra e il castello passarono nelle mani della famiglia Perrault, che li mantenne per tutto il XVII secolo. Augerville fu eretto a baronia nel 1640 a favore di Jean Perrault, segretario del principe di Condé.

### Simboli

Stemma del comune di Augerville-la-Rivière

Lo stemma del comune fu adottato ufficialmente il 29 novembre 1996.
Le armi delle tre famiglie che furono proprietarie del castello di Augerville servirono da base per la composizione di questo stemma: il cuore e le conchiglie dei Cœur, le conchiglie dei Luillier e le bande dei Perrault de Montrevost

Stemma di Jacques Cœur (XV sec.)
Stemma della famiglia Luillier
Stemma della famiglia Perrault de Montrevost

## Società

### Evoluzione demografica
Abitanti censiti